# Talis (bướm đêm)
Talis là một chi bướm đêm thuộc họ Crambidae.

## Các loài
- Talis afghanella  Bleszynski, 1965
- Talis afra  Bethune-Baker, 1894
- Talis arenella  Ragonot, 1887
- Talis caboensis  Asselbergs, 2009
- Talis cashmirensis  (Hampson, 1919)
- Talis chamylella  Staudinger, 1899
- Talis cornutella  Wang & Sung, 1982
- Talis dilatalis  Christoph, 1887
- Talis erenhotica  Wang & Sung, 1982
- Talis gigantalis  Filipjev & Diakonoff, 1924
- Talis grisescens  Filipjev & Diakonoff, 1924
- Talis menetriesi  Hampson, 1900
- Talis mongolica  Bleszynski, 1965
- Talis pallidalis  Hampson, 1900
- Talis pulcherrimus  (Staudinger, 1870)
- Talis qinghaiella  Wang & Sung, 1982
- Talis quercella  (Denis & Schiffermüller, 1775)
- Talis wockei  Filipjev, 1929